# Санта Филомена (Терамо)
Санта Филомена (итал. Santa Filomena) је насеље у Италији у округу Терамо, региону Абруцо.
Према процени из 2011. у насељу је живело 66 становника. Насеље се налази на надморској висини од 206 м.